# アッバース・アラーグチー

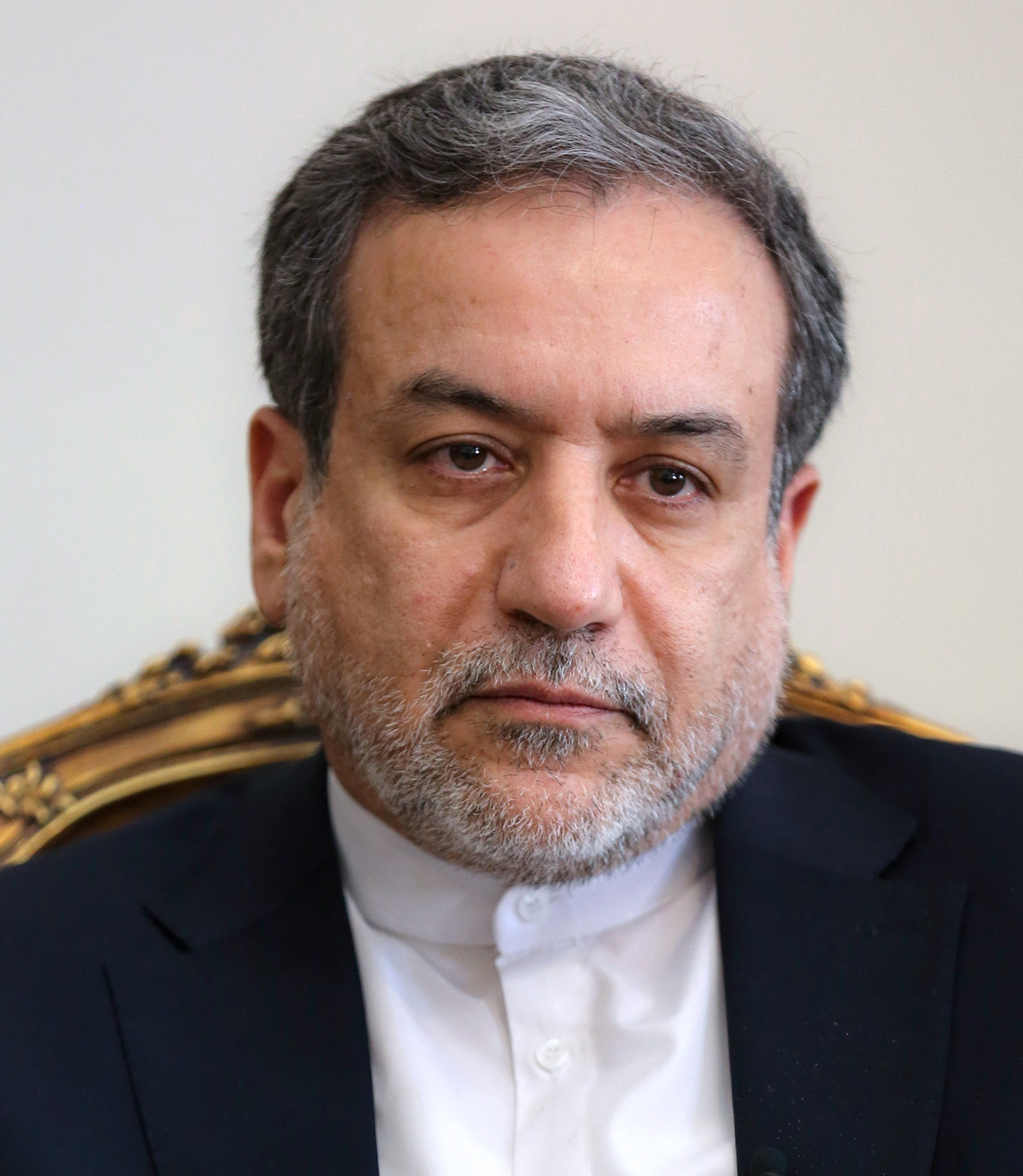
アッバース・アラーグチー（2021年2月に撮影）

セイイェド・アッバース・アラーグチー（ペルシア語: سید عباس عراقچی、英語: Seyed Abbas Araghchi、1962年12月5日 - ）は、イランの政治家、外交官。現イラン外務大臣（2024年8月21日-）。

## 経歴
イラン・イラク戦争時は革命防衛隊に所属していた。
1989年、イラン外務省に入省。1990年代の初め頃には、サウジアラビアのジッダに事務局を構えるイスラム諸国会議機構（現・イスラム協力機構）にイラン・イスラム共和国政府代表部の代理公使 (chargé d'affaires) として奉職。
1996年、英国ケント大学で政治学博士号を取得。
1999 - 2003年、駐フィンランド・イラン大使、2007 - 2011年、駐日イラン大使を務めた。
大使就任前、政治国際問題研究所（IPIS）の所長を務めていた。2004年から2005年まで、国際関係学院（SIR）の学長。
2017年12月から2021年9月にかけて政治担当外務次官。法律・国際問題担当外務次官（2017年12月以前）および政治担当外務次官（2017年12月以降）として、P5+1（常任理事国5ヶ国およびドイツ）との核協議において、イランの首席交渉官を務めていた。

### 外務大臣
2024年8月21日、外務大臣に就任、国会における信任投票では288票中247票を獲得した。
2025年6月13日、イランの核開発問題に危機感を感じていたイスラエルがイランに対して直接攻撃を開始（2025年6月ライジング・ライオン作戦を参照）。外相としてイスラエルやアメリカ合衆国を非難しつつ、停戦に向けて欧州に出向き各国外相との間で折衝を行った。

## 駐日イラン大使として
2007年に駐日イラン大使を拝命、翌2008年2月に赴任、3月11日に皇居で信任状を捧呈。
駐日大使として初の大仕事は、赴任する前年の2007年10月8日に横浜国立大学の学生がイラン南東部スィースターン・バルーチェスターン州で武装麻薬密輸団に誘拐された事件について、2008年3月27日に東京で開いた記者会見で「（誘拐された大学生は）全く無事だ」と断言し、イラン当局が仲介役の部族指導者を通じて解決に向けて動いている旨を述べたことである。アラーグチー大使の説明の通り、誘拐された横浜国立大学の学生は同年6月14日に無事解放された。
赴任後初の訪問先は広島であった。2008年5月21日、アラーグチー大使は原爆ドームや原爆資料館を訪れて被爆直後の被害者の写真などを見て回り、彼がまだ20代であった頃に8年もの長きにわたって戦われたイラン・イラク戦争でイラクの独裁者サッダーム・フセインが躊躇なく使った毒ガス兵器による被害者を想起し、核兵器をはじめとする大量破壊兵器を即刻廃絶すべきであるとの意見を述べた。また、イランの核開発計画については、核拡散防止条約（NPT）体制と国際原子力機関（IAEA）の監視を尊重することを前提とした原子力の平和利用である旨を強調し、平和を愛して原子力を平和利用する日本とイランの両国の連帯を強調した。
また、大使在任中の2011年3月11日、東日本大震災が発生した。3月24日、アラーグチー大使は徳永久志外務大臣政務官を表敬訪問すると共に、イランからの緊急援助物資の目録を徳永政務官に手渡し、イランに甚大な被害を与えた2003年のバム地震の際に日本から受けた支援を忘れていないことに触れつつ、「類い希なる忍耐と能力を有する日本国民は，必ずやこの困難を乗り越えることができると確信している」と述べ、徳永政務官を通して日本国民を激励した。4月23日、アラーグチー大使夫人や大使館のシェフ、日本で活動しているイラン出身の女優サヘル・ローズが、被災地の岩手県山田町を訪問して500食以上の炊き出しを行い、鶏肉のトマトシチュー、ナン、伝統菓子などを振る舞った。
2011年10月24日、アラーグチー大使は夫人を伴い皇居の御所を訪問して天皇明仁・皇后美智子（当時）に謁見、離任の挨拶をした。
2022年春の叙勲で旭日重光章を受章した。

## 著書
- 稲見誉弘 訳『イランと日本　駐日イラン大使の回顧録2008－2011』論創社、2024年10月。ISBN 978-4-8460-2413-0。